# Prescott (Arizona)
Prescott város az USA Arizona államában. Lakosainak száma 45 827 fő (2020. április 1.).

## Népesség
A település népességének változása:
| Lakosok száma | 39 843 | 40 590 | 45 827 |
|               | 2010   | 2013   | 2020   |